# Маурер, Андреас Александрович
Андреас Александрович Маурер (нем. Andreas Maurer; род. 5 января 1970, Шахтинск, Казахская ССР, СССР) — немецкий почтальон и местный политик (бывший ХДС, бывший «Левые»), осуждённый за фальсификацию на выборах.

## Биография
Мать Андреаса Маурера Марта (урождённая Бошман, 1936—2020) была шахтёром, родилась в немецкой колонии на Украине, а отец Александр (1928—1979) был поволжским немцем, геологом. После начала Великой Отечественной войны Иосиф Сталин упразднил Поволжскую немецкую автономную советскую социалистическую республику и организовал депортацию немцев Поволжья в другие части страны. Семья Маурера была депортирована в Казахскую ССР Там Андреас Маурер родился в 1970 году в Шахтинске Карагандинской области. Ему было девять лет, когда его отец скончался. В СССР Маурер пошёл по стопам матери и начал учиться на шахтёра.
В 1988 году семье Маурера было разрешено покинуть Советский Союз. Будучи этническими немцами, Маурер, его мать и братья и сёстры иммигрировали в Западную Германию по праву возвращения. В течение года семья Маурера жила во Фридланде, а затем переехала во Фрайбург-им-Брайсгау. В течение двух лет Маурер посещал языковую школу в Пфорцхайме, чтобы выучить немецкий язык, и окончил её с дипломом Realschulabschluss. В 1992 году Маурер прошёл стажировку в Deutsche Post и впоследствии стал почтальоном.
В 1996 году Маурер переехал в Артланд: Сначала он жил в Нортрупе, затем в Бадбергене и с 2006 года в Квакенбрюке. Маурер является членом протестантской свободной церкви. Он женат с 1992 года и имеет трёх сыновей и двух дочерей.

## Политическая карьера
Несмотря на то, что Андреас Маурер родом из Казахстана, он идентифицирует себя как немца из России или как российского немца, а не казахстанского немца. С 2009 по 2018 год он был членом Нижнесаксонского земельного правления Землячества немцев из России, группы интересов немцев из России в Германии. В течение своей политической карьеры Маурер рассматривался как представитель сообщества российских немцев в Квакенбрюке.

### Местная политика
Андреас Маурер вступил в Христианско-демократический союз Германии (ХДС) в 1992 году. В 2001 году он успешно баллотировался в совет муниципалитета Бадбергена и управления Артланд и стал главой фракции ХДС в совете Артланда. В 2006 году Маурер вышел из ХДС, заявив, что, несмотря на хорошие результаты на выборах, партия не выдвигает его на более высокие посты.
После выхода из ХДС Маурер основал в 2006 году партию «Граждане за Артланд» (нем. Bürger fürs Artland) и успешно баллотировался в совет города Квакенбрюк и в управление Артланд, став главой своей группы в обоих советах.
Несмотря на то, что в то время Маурер не был членом «Левых», партия выдвинула его прямым кандидатом на выборах в Нижней Саксонии в 2008 году, что он сделал безуспешно. Маурер вступил в «Левые» в 2011 году и в том же году успешно баллотировался в советы города Квакенбрюк, управления Артланд и района Оснабрюк. В 2011 году он возглавил фракцию «Левых» в Квакенбрюке и Артланде. В 2014 году Маурер баллотировался на пост бургомистра Артланда, но занял третье место.
В 2016 году Маурер возглавил фракцию «Левые» в районе Оснабрюк, которая первоначально состояла из двух членов — самого Маурера и Ларса Бюттнера. Фракция Маурера получила третьего члена, когда Таня Бояни, бывший член ультраправой партии «Альтернатива для Германии» (АдГ), перешла из фракции АдГ во фракцию «Левые» в 2018 году. Маурер назвал этот шаг «знаком того, что людей можно вернуть», а Ларс Бюттнер добавил, что фракция «Левые» не приняла бы Бояни, если бы она не перешла. Нижнесаксонское отделение «Левых» назвало этот шаг «вредным для партии» и попросило Маурера и Бюттнера исключить Бояни из своей фракции, чего они не сделали. Впоследствии нижнесаксонское земельное отделение «Левых» безуспешно пыталось исключить Маурера и Бюттнера из своей партии в начале 2019 года. Инцидент обсуждался и за пределами партии, критики назвали его «подтверждением теории подковы» и заявили, что «Левые в районе Оснабрюка потеряли достоверность». Бояни в итоге покинула фракцию Левых и вновь присоединилась к АдГ и их фракции в 2021 году, объяснив, что «в плане политики [она] всегда была и всегда будет на стороне АдГ».

#### Фальсификация выборов
| Почтовое голосование в Квакенбрюке в 2016 году | Почтовое голосование в Квакенбрюке в 2016 году | Почтовое голосование в Квакенбрюке в 2016 году | Почтовое голосование в Квакенбрюке в 2016 году | Почтовое голосование в Квакенбрюке в 2016 году |
| ---------------------------------------------- | ---------------------------------------------- | ---------------------------------------------- | ---------------------------------------------- | ---------------------------------------------- |
| ХДС                                            |                                                |                                                | 15.48 %                                        |                                                |
| СДПГ                                           |                                                |                                                | 8.79 %                                         |                                                |
| Зелёные                                        |                                                |                                                | 4.31 %                                         |                                                |
| СвДП                                           |                                                |                                                | 3.85 %                                         |                                                |
| UWG                                            |                                                |                                                | 0.23 %                                         |                                                |
| Левые                                          |                                                |                                                | 64.80 %                                        |                                                |
| АдГ                                            |                                                |                                                | 2.55 %                                         |                                                |

На местных выборах 2016 года в Нижней Саксонии партия Маурера «Левые» получила необычно много голосов в Квакенбрюке, причём особенно много голосов было получено на почтовых бюллетенях. Некоторые избиратели получили бюллетени по почте, хотя они их не запрашивали, а некоторые бюллетени были украдены из почтовых ящиков. Нескольким избирателям, пытавшимся проголосовать лично в день выборов, сказали, что они уже проголосовали по почте. Кроме того, некоторые бюллетени для голосования по почте были подписаны поддельными подписями. Это вызвало подозрения в мошенничестве на выборах. Последующий судебный процесс показал, что Маурер и его сообщники ходили от дома к дому и инструктировали людей, которые плохо говорили на немецком языке, о том, как запрашивать бюллетени по почте. Впоследствии Маурер и его сообщники заполняли бюллетени и подделывали подпись избирателя. В июне 2018 года Земельный суд Оснабрюка приговорил Маурера к семи месяцам и одной неделе испытательного срока за фальсификацию на выборах.
Маурер заявил, что приговор был «политическим» и подал апелляцию. Однако Федеральный верховный суд Германии подтвердил предыдущее решение в августе 2019 года. Вследствие этого Маурер потерял свои места в советах Квакенбрюка, Артланда и Оснабрюка, а также членство в партии. Ему было запрещено участвовать в выборах и быть членом партии в течение четырёх лет.

### Отношения с Россией
Во время работы Андреаса Маурера в качестве члена совета в городе Квакенбрюк проживало 13 000 человек. Маурер никогда не занимал должности на национальном или государственном уровне и практически неизвестен в Германии. На российском государственном телевидении и в российской прессе Маурер был представлен как важный немецкий политик и эксперт, у него часто брали интервью и приглашали на ток-шоу в прайм-тайм, где он высоко оценивал политику Владимира Путина. По данным Московского бюро по правам человека, Маурера «можно без преувеличения назвать одним из самых известных немецких политиков в современной России». Издание Хаффингтон Пост назвало Маурера «частью российской пропагандистской машины».

#### Крым
После аннексии Крыма Российской Федерацией Европейский Союз и другие страны осудили этот акт и ввели санкции против России. Маурер поддержал аннексию, назвав её «воссоединением», и стал частью проекта под названием «Народная Дипломатия» (нем. Volksdiplomatie), который пытается положить конец санкциям против России. Он безуспешно пытался принять резолюцию о признании Крыма частью России в городском совете Квакенбрюка.
С 2016 года Маурер несколько раз ездил в Крым без украинской визы. В 2016 году Мауреру был запрещён въезд в Украину. Посол Украины в Германии Андрей Мельник осудил поездку Маурера в Крым и попросил правительство Германии запретить немецким гражданам въезд в Крым без украинской визы. В 2017 году Маурер снова посетил Крым, встретился с президентом России Владимиром Путиным и тогдашним премьер-министром России Дмитрием Медведевым для обсуждения проекта «Народная Дипломатия».
Перед президентскими выборами в России в 2018 году Европейский союз и ОБСЕ заявили, что не будут направлять наблюдателей для мониторинга выборов в Крыму, поскольку это означало бы, что он является законной частью России. Вместо этого Маурер и другие зарубежные политики выступили в качестве наблюдателей на выборах в Крыму по приглашению Председателя Комитета Государственной Думы по международным делам Леонида Слуцкого, чтобы придать выборам в Крыму видимость международного признания.
Пытаясь обойти международные санкции, Россия провела Ялтинский международный экономический форум в 2018 году. Маурер присутствовал на форуме вместе с теоретиком заговора Кеном Йебсеном и ультраправыми политиками АдГ Маркусом Фронмайером, Робби Шлундом, и Вальдемаром Гердтом. В 2019 году Маурер основал «Freunde der Krim Deutschland e.V.», членскую организацию Международной ассоциации «Друзья Крыма», которая пытается закрепить российского статус Крыма.

#### Донбасс
Во время войны в Донбассе поддерживаемые Россией сепаратисты создали на украинской территории Донецкую Народную Республику и Луганскую Народную Республику, провозгласив независимость от Украины в 2014 году. Обе эти республики остаются непризнанными всеми странами-членами ООН, включая Россию. Маурер несколько раз приезжал в Донбасс без украинской визы. Он обвинял тогдашнего президента Украины Петра Порошенко в «геноциде» и «войне против мирного народа» за попытки вернуть эти территории в 2018 году. Маурер ездил в Луганск, чтобы выступить в качестве наблюдателя на непризнанных международным сообществом всеобщих выборах в ЛНР в 2018 году.

## Награды
- Медаль Гаспринского (29 октября 2021 года, Республика Крым, Россия) — за формирование позитивного имиджа Республики Крым за рубежом и развитие международных связей, личный вклад в укрепление межнационального и межконфессионального мира и согласия[54][55]
- Орден Дружбы (2018 год, ДНР)[56]